# Ángel Martín García
Ángel Martín García (* 25. November 1978 in Andorra La Vella), oder kurz Ángel Martín, ist ein ehemaliger andorranischer Fußballspieler auf der Position des Mittelfelds. Er war zuletzt für den FC Santa Coloma und die Andorranische Fußballnationalmannschaft aktiv.

## Verein
García begann seine Profikarriere im Jahr 1995, im Hauptstadtklub FC Santa Coloma in der Primera Divisió. In seiner Debütsaison belegte er mit der Mannschaft den dritten Tabellenplatz und stand im Endspiel des Copa Constitució, welches jedoch mit 2:0 gegen CE Principat verloren ging. Nach nur einer Saison wechselte er zum FC Andorra, für dessen zweite Mannschaft er zunächst spielte. In der Saison 1997/98 gab er sein Debüt für die erste Mannschaft in der damals noch drittklassigen Segunda División B, stieg jedoch mit den Verein am Ende der Saison als Tabellenletzter ab. Ein Jahr später stieg er erneut mit den Verein ab und blieb noch bis 2000 im Kader des Vereins. Im Jahr 2000 kehrte er zu seinen Stammverein FC Santa Coloma in die Primera Divisió zurück. Hier gewann er in seiner ersten Saison für den neuen Verein das Double aus Meisterschaft und Nationalen Pokal. Zwei Jahre später konnte er diesen Erfolg mit den Gewinn des Triple aus Meisterschaft, Copa Constitució und den neu eingeführten Supercup übertreffen. In den Jahren 2004 bis 2007 konnte er insgesamt 6 Vereinstitel gewinnen, darunter 4 mal den Copa Constitució und 2 mal den Supercup. Am Ende der Saison 2008 beendete er mit seiner vierten andorranischer Meisterschaft und Supercup seine Karriere.

## Nationalmannschaft
Sein Debüt für die Andorranische Fußballnationalmannschaft gab García am 13. November 1996 im Freundschaftsspiel gegen die Auswahl von Estland. Er war Teil der Mannschaft die das erste Länderspiel in der Geschichte für Andorra bestritt. Er nahm an Qualifikationsspielen zur Europameisterschaft (2000) teil, konnte jedoch keine nennenswerten Erfolge erzielen. Im Freundschaftsspiel gegen Aserbaidschan, am 24. Juni 1998, war er Teil der Mannschaft die das erste Unentschieden für Andorra erringen konnte. Seinen letzten Einsatz im Trikot der Nationalelf absolvierte er am 4. September 1999, im Rahmen der Qualifikation zur Europameisterschaft 2000 gegen die Auswahl von Island.

## Erfolge

### Verein
- Andorranischer Meister: 2000/01, 2002/03, 2003/04, 2007/08
- Andorranischer Pokalsieger: 2001, 2003, 2004, 2005, 2006, 2007
- Andorranischer Supercup: 2003, 2005, 2007, 2008